# Brennan, Idlib
Brennan, Idlib (tiếng Ả Rập: برنان) là một ngôi làng Syria nằm ở Sinjar Nahiyah ở huyện Maarrat al-Nu'man, Idlib. Theo Cục Thống kê Trung ương Syria (CBS), Brennan, Idlib có dân số là 253 trong cuộc điều tra dân số năm 2004.